# Forêt domaniale de Desvres
La forêt domaniale de Desvres, plus souvent dénommée « forêt de Desvres », est un des grands massifs boisés du Pas-de-Calais et de la région Hauts-de-France. 
Elle couvre 1 137 hectares sur les communes de Desvres, Crémarest et Bournonville. Il s'agit de la deuxième plus grande forêt du Boulonnais. Elle bénéficie d'influences climatiques atlantiques. Le massif abrite notamment quelques milieux tourbeux remarquables.
Le massif, bien que situé dans une région particulièrement pauvre en boisements, ne comprend pas de réserve naturelle mais est situé sur le territoire d'un parc naturel régional, le Parc naturel régional des Caps et Marais d'Opale. Ce très faible taux régional de boisement (7 à 8 % selon les manières de mesurer, soit environ quatre fois moins que le taux national qui est de 27 %) explique une fréquentation significative de ce massif.

## Histoire
La voie romaine Boulogne-sur-Mer-Thérouanne passait par la basse forêt de Desvres : elle a été trouvée en 1769 en traçant en 1769 le chemin de la route Boulogne-sur-Mer-Saint-Omer.
C'est une forêt ancienne, ancien « Forêt royale », devenue domaniale et donc publique. 
Ce massif a été touché lors des deux guerres mondiales (rares sont les arbres ayant plus de 90 ans) et plus récemment par une tempête.

## Localisation et contexte éco-paysager
Ce massif forestier est situé à l'ouest du département du Pas-de-Calais, dans la fosse de la boutonnière du Boulonnais, à une quinzaine de kilomètres à l'est de Boulogne-sur-Mer.
Le contexte est celui d’un paysage et de sols surtout consacrée à une agriculture intensive, mais plus herbagère et bocagère qu'ailleurs dans cette région (hormis en Avesnois).

## Environnement, écologie

### Classements
La richesse du massif a justifié son classement en ZNIEFF de type 1 et (en 2001) comme site d'importance communautaire (SIC/pSIC) dans le réseau Natura 2000 dans un complexe plus vaste dit « Forêts de Desvres et de Boulogne et Bocage prairial humide du Bas-Boulonnais», n° FR3100499 

### Évolutions

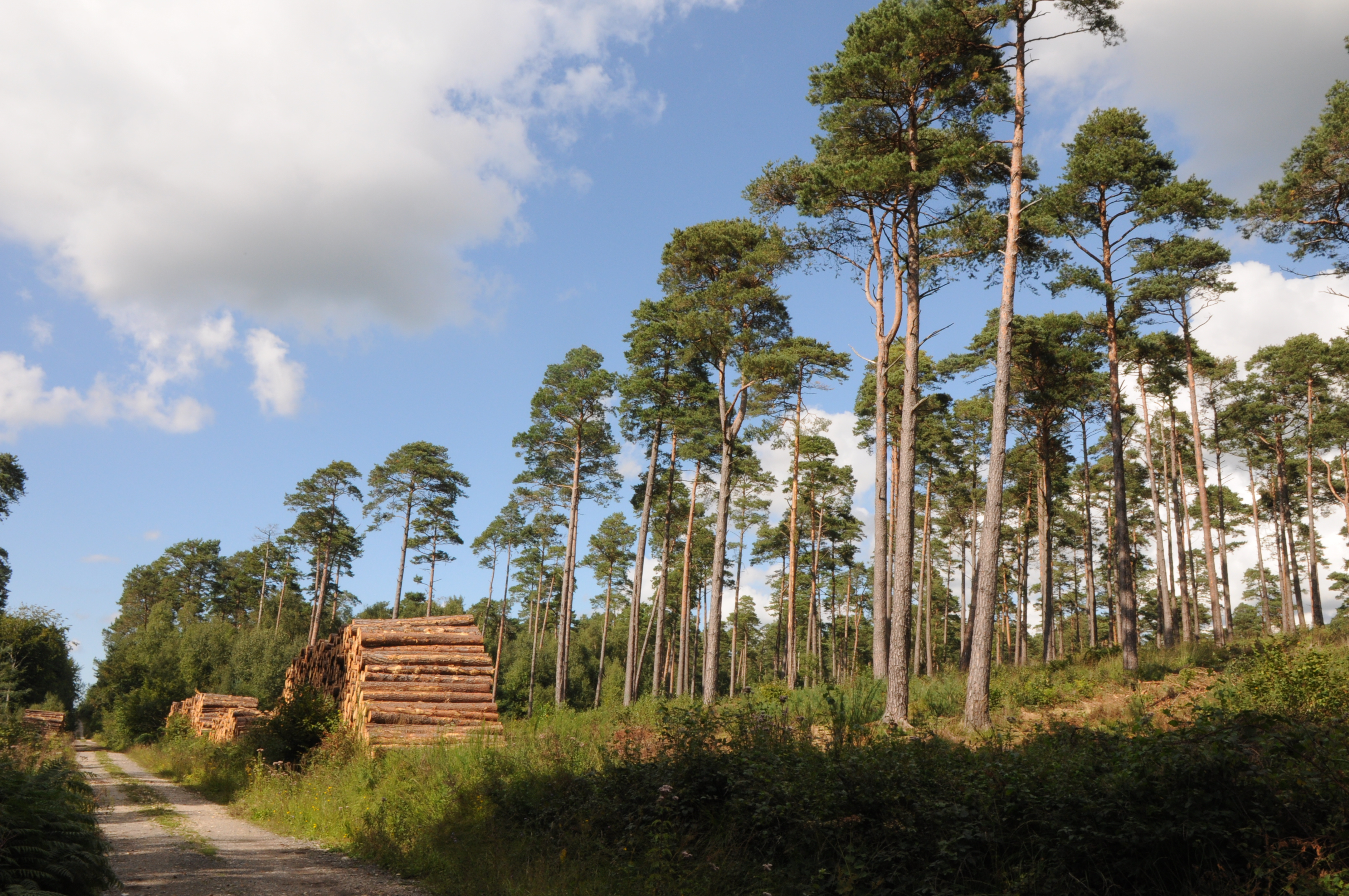
Exploitation des pins sylvestres.

À cause de l’exploitation intensive, pour partie en coupe rase suivie d'une régénération artificielle (plantations en alignements) la forêt est cependant devenue très pauvre en bois-mort ce qui explique la pauvreté des espèces saproxylophages et la relative pauvreté en champignons forestiers et localement en humus forestier. Pour ces raisons, et peut-être à cause du drainage et d'une fréquentation élevée dans le centre du massif, ce massif n’exprime probablement pas tout son potentiel écologique. 

### Habitats

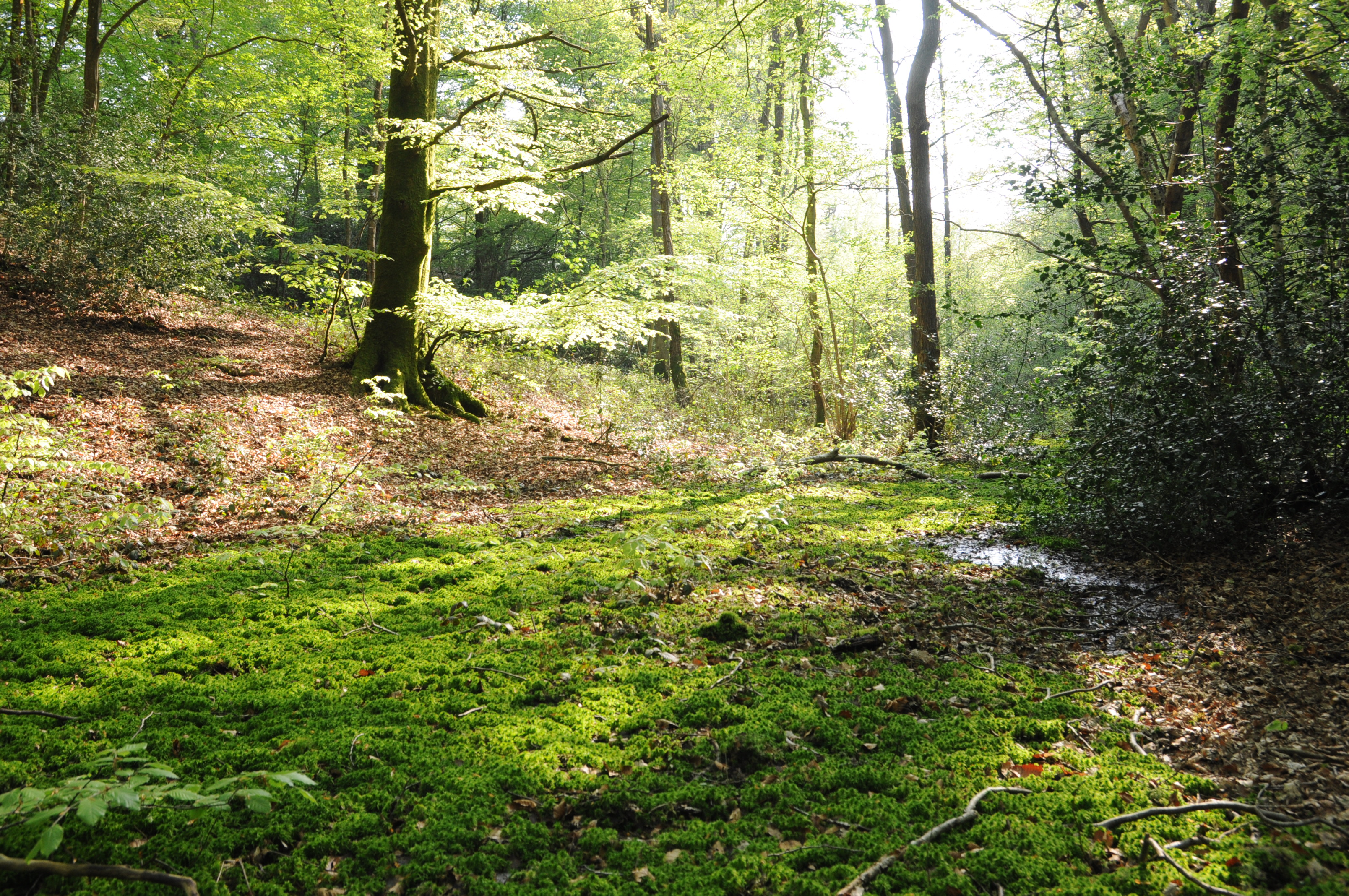
La tourbière.

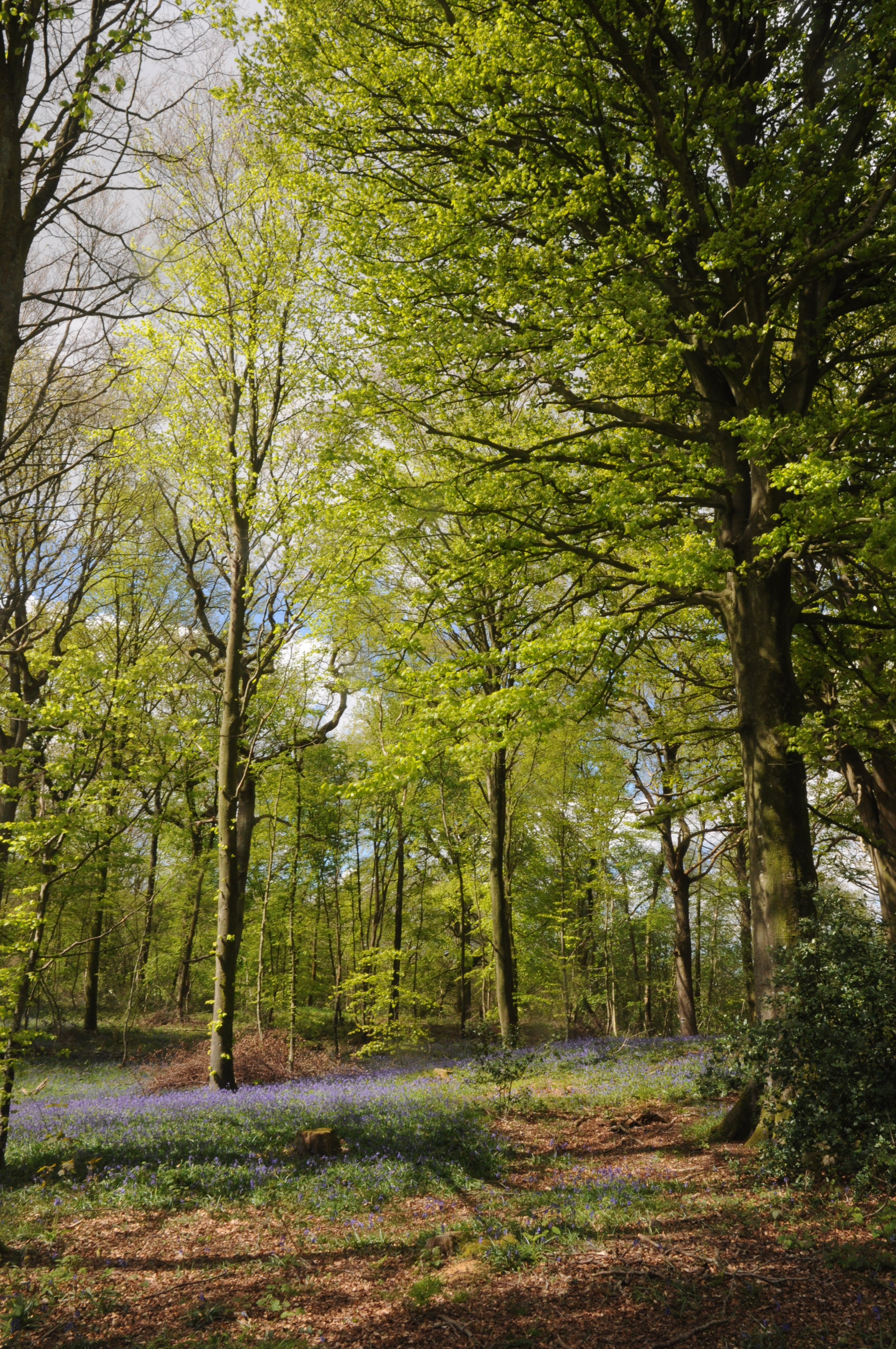
Hêtraie-Chênaie à jacinthe des bois.

Leur importance, potentialités et diversité a justifié l'intégration de ce massif dans le réseau Natura 2000 ; on y trouve notamment :
- des végétations acidiphiles (sur les buttes sableuses du Wealdien), mais souvent étouffées par des boisements artificiels de substitution. Presque toutes les communautés végétales (existantes et/ou potentielles) de zones sablonneuses acides sont rares dans la région nord-Pas de Calais et relèvent de la Directive Habitats :
  - Hêtraie-Chênaie acidiphile oligotrophe à Houx commun [Ilici aquifoliae-Fagetum sylvaticae] (Code Directive Habitats : 41.12 / Code Natura 2000 : 9120 ) ;
  - Hêtraie-Chênaie mésoacidicline à Oxalide oseille [Oxallo acetosellae-Fagetum sylvaticae] (Code Directive Habitats : 41.12 / Code Natura 2000 : 9120 );
  - Hêtraie-Chênaie mésotrophe à Jacinthe des bois [Endymio non-scriptae-Fagetum sylvaticae] (Code Directive Habitats : 41.1322 / Code Natura 2000 : 9130 );
  - Bétulaie à sphaignes et Osmonde royale [Sphagno palustris-Betuletum pubescentis] (Code Directive Habitats : 44.A1* / Code Natura 2000 : 91D1 ).

Une flore herbacée (souvent rare et menacée à échelle régionale et/ou relevant de la Directive Habitats) est présente dans certains habitats ou micro-habitats intraforestiers de grande valeur patrimoniale ; dans les zones herbeuses et layons humides à inondables, dont :
- des reliques de lande hygrophile à Callune commune et Laîche à deux nervures [cf. Calluno vulgaris-Ericetum tetralicis] (Code Directive Habitats : 31.11 / Code Natura 2000 : 4010 ) ;
- Moliniaie paratourbeuse [Junco acutiflori-Molinietum coeruleae] (Code Directive Habitats : 37.312 / Code Natura 2000 : 6410 ) ;
- Végétation amphibie oligo-mésotrophe à Laîche déprimée et Agrostide de chiens [Carici demissae-Agrostietum caninae] (Code Directive Habitats : 37.312 / Code Natura 2000 : 6410 ) ;
- Groupement amphibie à Jonc bulbeux et sphaignes [Littorelletalia uniflorae] (Code Directive Habitats : 22.11 x 22.31 / Code Natura 2000 : 3110 ).

Des habitats forestiers hygrophiles sur sols plus calcaires se sont établis dans les dépressions ou sur certains flancs de versants (habitats prioritaires pour l'Europe) :
- - Aulnaie-Frênaie à laîches [Carici remotae-Fraxinetum excelsioris, race nord à subatlantique] (Code Directive Habitats : 44.31*/ Code Natura 2000 : 91E0) ;
- - Chênaie-Frênaie-Aulnaie à Laîche pendante [groupement original du Boulonnais relevant de l’Alnion incanae] (Code Directive Habitats : 44.3*/ Code Natura 2000 : 91E0)

Des mares ont fait récemment l'objet de travaux de restauration par l'ONF.

### Chasse
Les baux de chasse sont une source de revenu importante pour l'ONF. 
Dans cette forêt, on pratique la chasse du petit gibier, de sangliers et chevreuils.
En dépit de la taille du massif, les cerfs y ont disparu depuis plusieurs siècles. Lors des actions de chasse à balle, tout ou partie du massif peut être fermée au public pour limiter les risques d'accidents par balle perdue. Le ball-trap a été localement pratiqué, source de retombées de grenaille de plomb.

## Aspects sanitaires
Comme dans les autres forêts régionales, on a constaté une mortalité quasi totale des ormes dans les années 1970-1980.

 On a aussi constaté depuis les années 1970 une augmentation régulière du nombre de tiques, susceptibles d’être vecteur de la maladie de Lyme. 

## Gestion
Elle est assurée par l'ONF. 
Aménagements : Ce massif a depuis plusieurs siècles fait l’objet d’une exploitation très intensive, en dépit de quelques pentes et zones tourbeuses qui ont pu le rendre localement plus extensif. Cette gestion a longtemps entretenu une structure en taillis qui a évolué sous la conduite de l'ONF vers des futaies. 

En mai–juin 2003, les associations de protection de l’Environnement et certains riverains, via la presse, relayée par le député-maire de la commune d’Arques (Michel Lefait) ont protesté, dont auprès du ministre Hervé Gaymard à propos du caractère trop intensif de la gestion et en particulier de l’abattage des arbres avant qu’ils aient atteint leur maturité, demandant plus de concertation dans l’avenir de l’aménagement des forêts. En réponse, le ministre a promis un bilan des coupes et que le programme de coupes des quinze années suivantes ferait l’objet d’une concertation « prévue par l’article L. 133-1 en application de l’article L. 3-1 de la loi no 2001-602 du 9 juillet 2001 d’orientation sur la forêt ».
Gestion de la chasse : elle vise à préserver les équilibres dits « sylvocynégétiques » L'agrainage est pratiqué depuis plusieurs décennies dans le cadre du Plan de chasse. 
Au moment de la chasse au grand gibier, les accès à la forêt peuvent être fermés. Plusieurs axes sont fermées aux véhicules toute l’année, ce qui offre une meilleure tranquillité aux animaux (hors période de chasse).

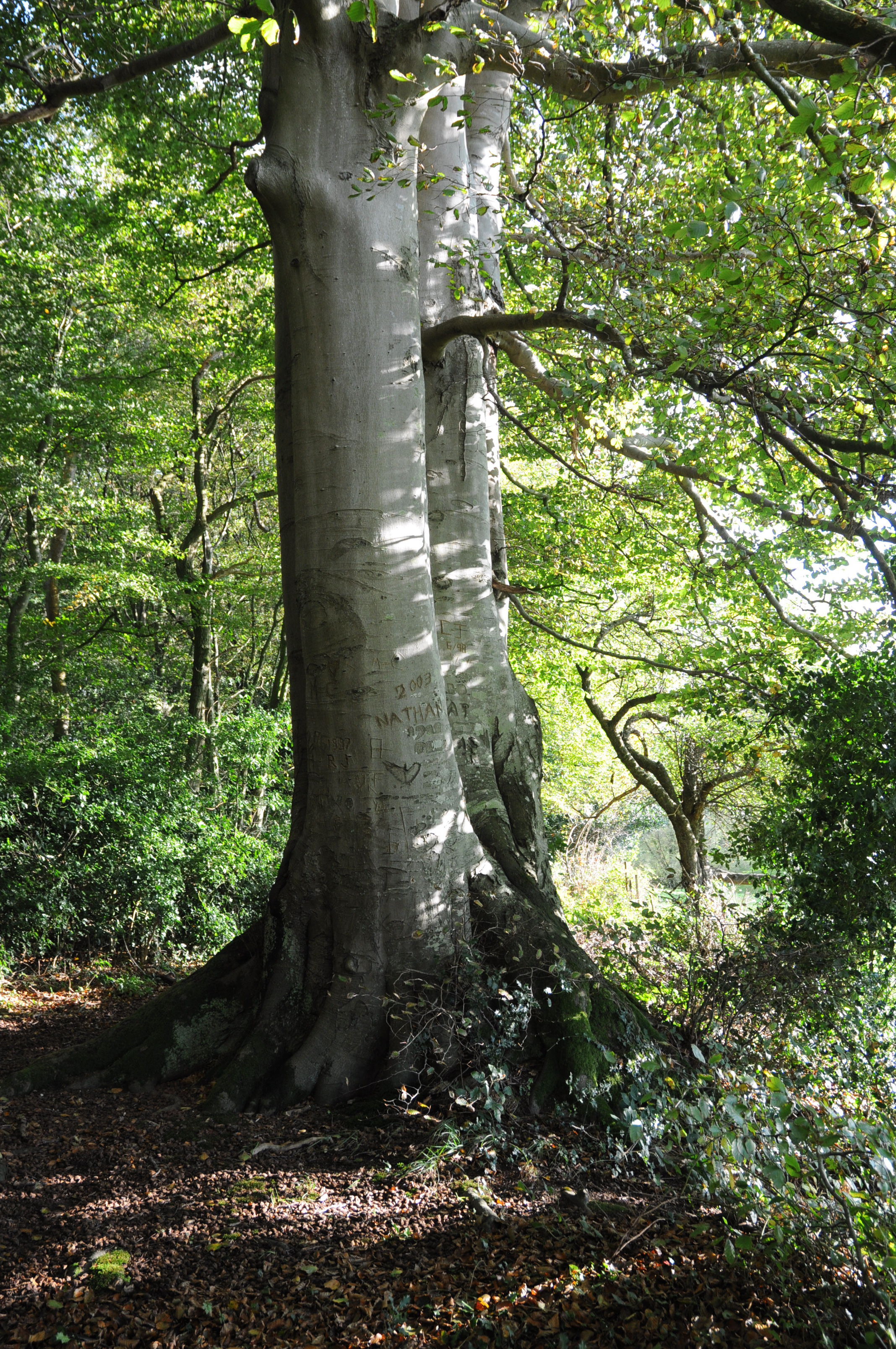
Cépée de hêtre labellisée Arbre Remarquable de France.

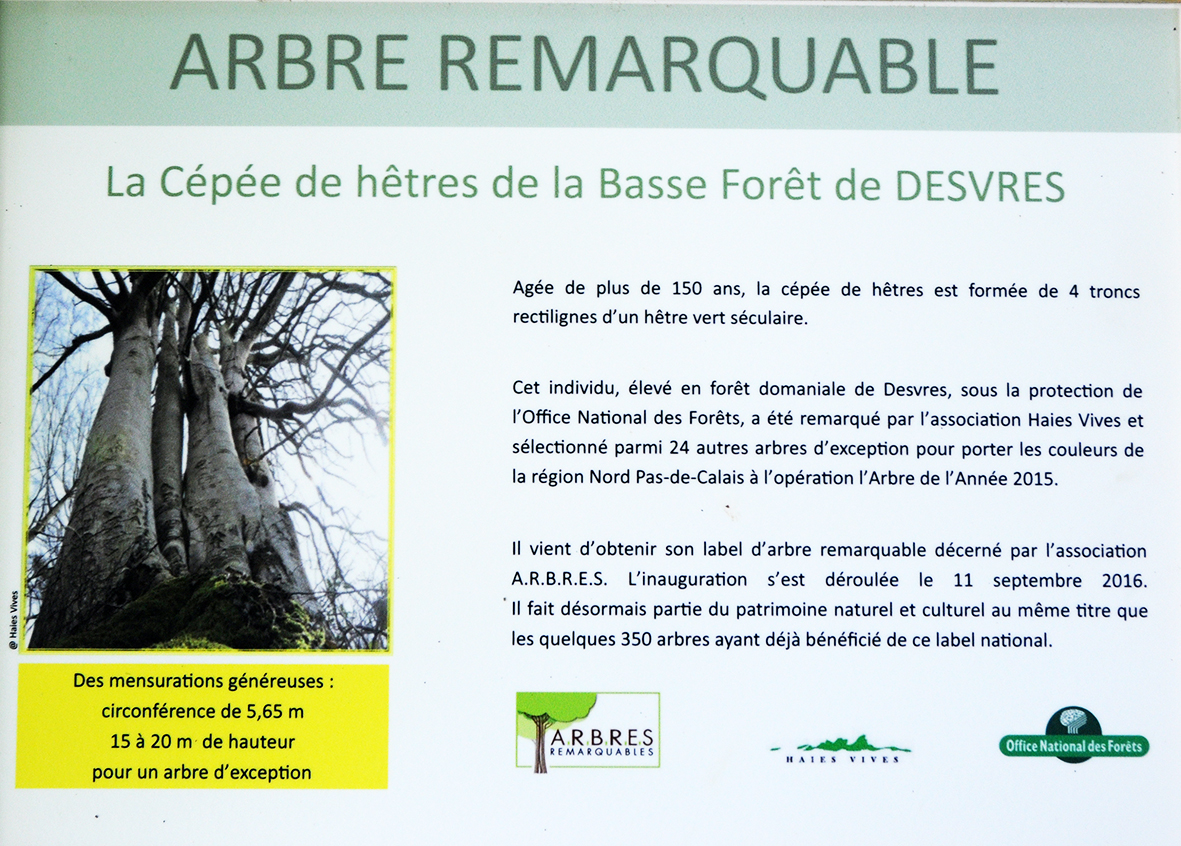

## Patrimoine

### Arbres remarquables

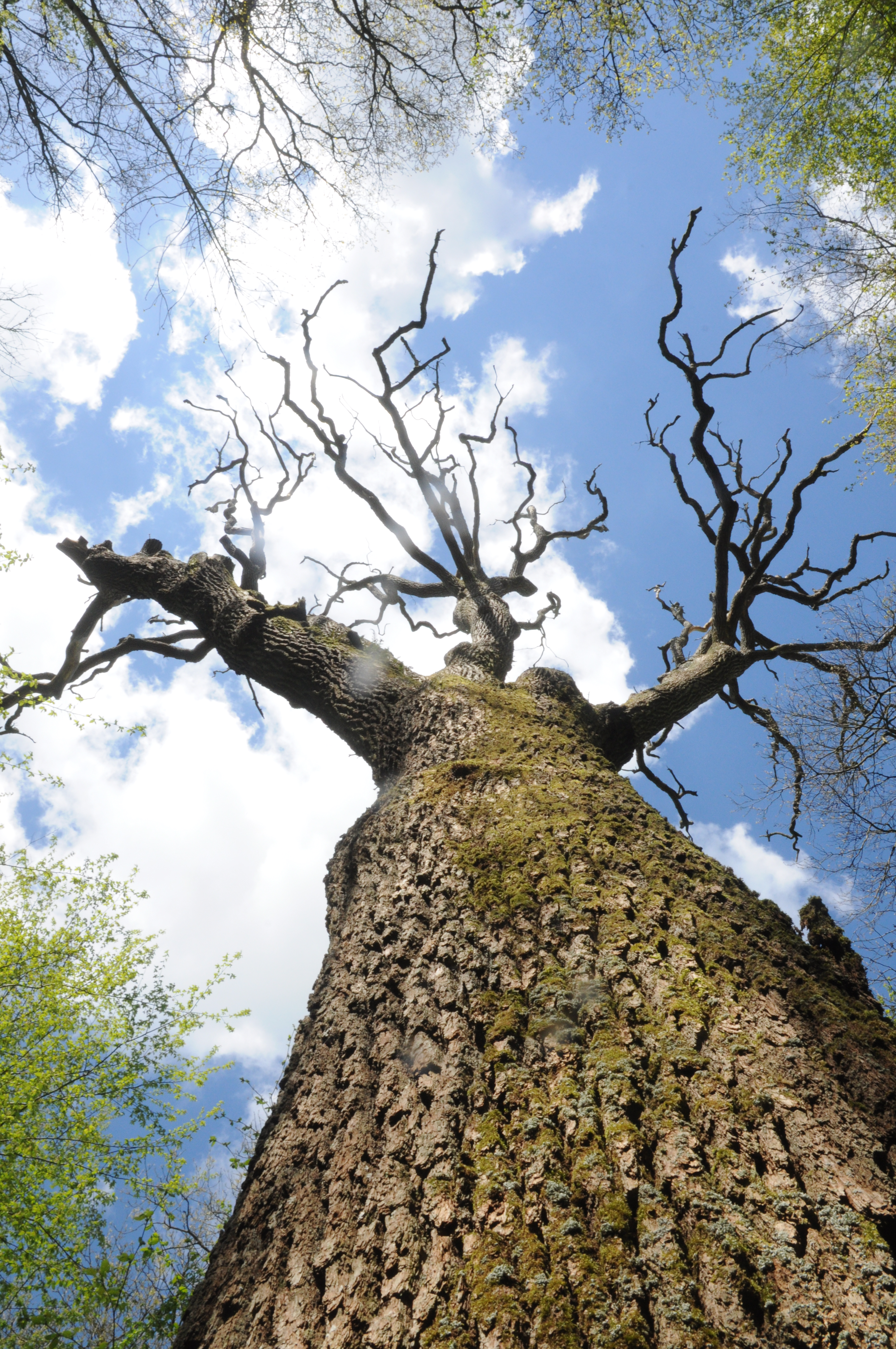
Le « chêne à 8 bras ».

Deux arbres remarquables sont visibles dans cette forêt. 
- Le plus ancien, dit le « chêne à 8 bras »,  âgé de 450 ans (5,56 m de circonférence et 23 m de hauteur) a produit ses dernières feuilles en 2013.
- Plus récent, une cépée de hêtre âgée d'environ 150 ans, a reçu le label Arbre Remarquable de France en 2015.

## Loisirs
La forêt accueille de très nombreux visiteurs, randonneurs, cyclistes, écoliers, habitants du Parc et du Boulonnais, des chasseurs et cueilleurs de champignons.

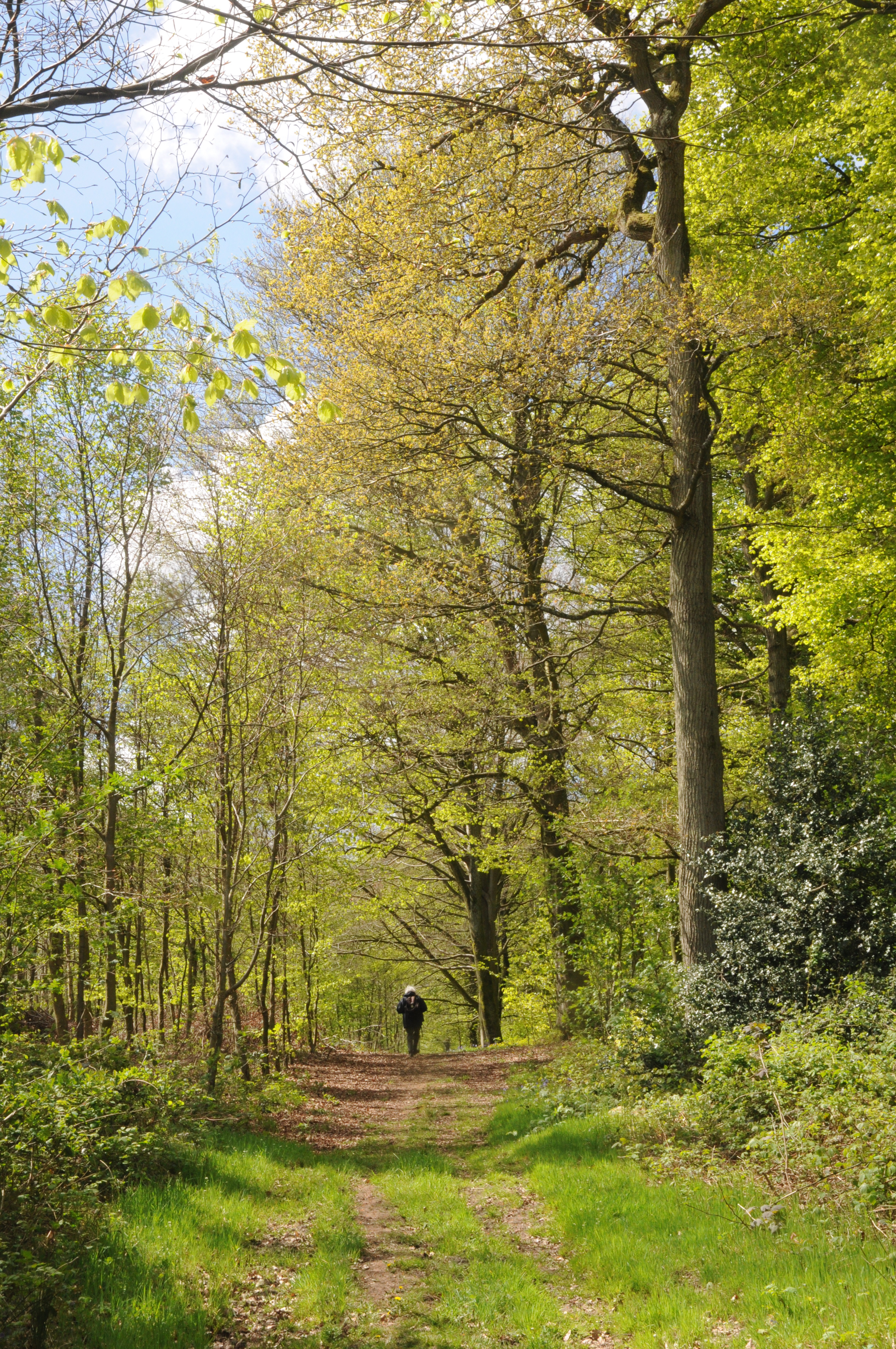
Le sentier de randonnée GR121.

Des sorties randonnées et découverte peuvent y être organisées par les associations locales, le PNR et l'office de tourisme, l'ONF…

## Source
- Direction régionale de l'Environnement
- page d'accueil du PNR